# 저탄수화물 식이요법

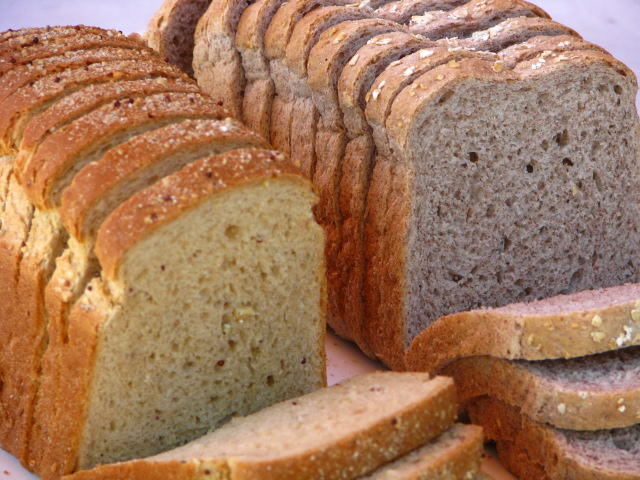
저탄수화물 식이요법은 빵과 같이 탄수화물이 풍부한 음식의 양을 제한한다.

저탄수화물 식이요법 또는 저탄수화물 다이어트(Low-carbohydrate diet, low-carb diets, Ketogenic diet)는 평균적인 식단에 비해 지방 섭취를 늘리고 탄수화물, 단백질 섭취를 줄이는 식이요법으로, 1920년대 소아 뇌전증 환자 및 뇌종양 환자 치료를 위해 만들어진 식이요법이다. 한국어로는 약칭하여 '저탄고지'(LCHF, Low Carbohydrate, High Fat)라고도 하는 이 요법은 최근 다이어트 방식으로도 주목받고 있는데, 인체의 신진대사를 ‘케토시스(Ketosis)’ 상태에 도달하게 하는 원리로 이뤄진다. 2014년에 미국의 저널리스트 니나 타이슐츠(Nina Teicholz)에 의해 대중에게 널리 알려진 이후, 건강증진과 체중감량에 적합한 식이요법인지 여부에 대해 여러 논란 속에 있다.

## 개요
저탄고지 식이요법에 있어서 탄수화물 제한량에 대한 명확한 기준이 없기 때문에 이에 대한 연구가 더 필요하지만, 미국 가정의학회에서는 총 섭취 열량의 20% 미만 섭취로 정의하고 있다. 또한 이 요법은 섬유질이 풍부한 채소섭취와 충분한 수분의 섭취가 필수적이다. 탄수화물 함량이 높은 음식으로는 설탕, 빵, 파스타, 밥 등이 있고 지방 및 단백질의 함량이 더 높은 음식으로는 고기, 가금, 생선, 조개류, 달걀, 치즈, 견과, 씨 등이 있다. 탄수화물이 적은 음식은 시금치, 케일, 근대와 같은 대부분의 샐러드 채소 들이다.
유명인들의 지지를 통해 체중 감량을 위한 인기 있는 식이요법이 되었지만, 영양소 섭취를 제한하고 유지하는 것에 의해 발생하는 체중 감량 효과 외에는 건강상의 이점을 제공한다는 증거가 부족하다. 또한, 부작용의 위험이 있기 때문에, 지난 2018년에 영국 영양학회는 "피해야 할 5대 최악의 연예인 다이어트" 중 하나로 선정하기도 했다.

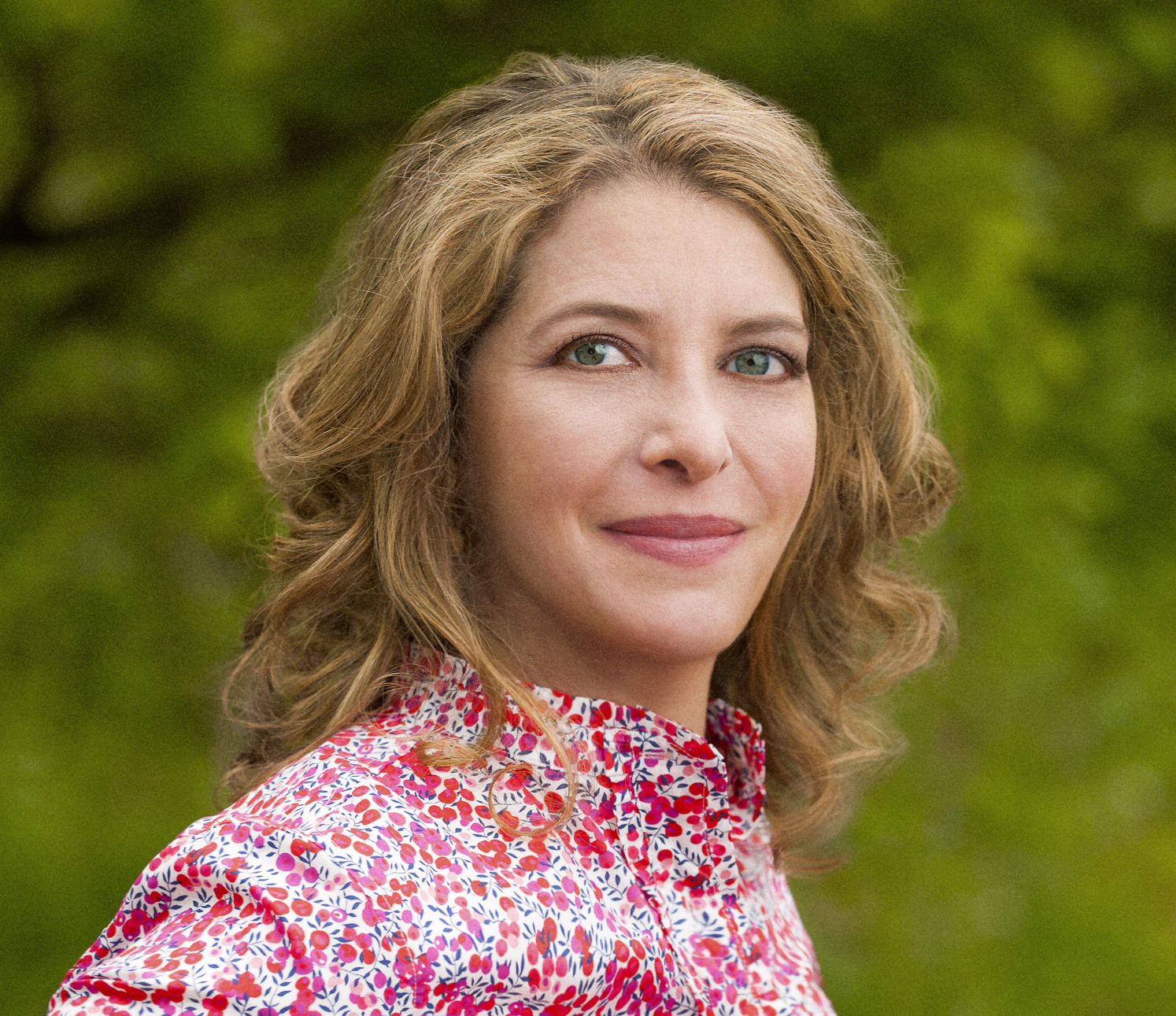
니나 타이슐츠 (1965. 5.7 ~)

일명, 황제 다이어트는 단백질 섭취를 늘리는 반면에 이 요법은 단백질 섭취를 줄이는 대신에, 지방 섭취량를 늘리는 방식을 취하는 것이 황제 다이어트와 저탄고지 다이어트의 가장 큰 차이점이다. 그러나 과도한 지방 섭취로 혈액이 산성화 되고, 신장 손상을 초래할 수 있으며, 영양 불균형이 발생한 상태에서 식단 관리가 규칙적으로 이뤄지지 않을 시 섭취한 지방분으로 인한 콜레스테롤 증가 우려도 있다. 따라서 지병으로 신장·췌장·쓸개 질환을 앓고 있거나, 비만 수술을 한 사람, 마른 사람, 대사장애 환자, 식욕부진증 환자, 어린이 등은 삼가하는 것이 좋다.
이 식이요법이 대중에게 알려진 시기는 미국의 저널리스트 니나 타이슐츠(Nina Teicholz)가 《The big fat surprise》라는 책을 출판한 2014년이다. 한국에는 《지방의 역설》이라는 이름으로 번역출판 된 후, 2016년 MBC에서 '지방의 누명'이라는 다큐를 제작, 방송하면서 알려지게 되었다. MBC 방송이후 전국에서 버터와 삼겹살 품귀현상이 일어나며 저탄고지가 유행처럼 번졌다. 하지만 출판과 방송 당시 국내외 주류 의학계로부터 이에 대해 거센 비판을 받았다.

## 원리
생명 유지를 하기 위해 필요한 물질을 합성하거나 에너지를 얻기 위해서는 그 원료가 되는 물질을 섭취해야 한다. 이때 원료가 되는 물질을 영양소라 하는데, 이런 영양소에는 탄수화물, 단백질, 지방, 무기염류, 비타민, 물 등이 있다. 이들을 활용해 몸을 구성하는 물질을 만들기도 하고, 에너지를 얻기도 하며 생리기능을 조절하기도 한다. 이들 중 탄수화물, 단백질, 지방은 가장 기본적이고 중요한 영양소에 속하기에 3대영양소라 부른다.
인체는 에너지를 얻기 위해서 3대 영양소로 분류되는 탄수화물, 단백질, 지방을 사용한다. 이런 에너지원을 사용하는 순서는 대제적으로 탄수화물, 단백질, 지방 순으로 이루어지며, 가급적 우선적으로 탄수화물과 단백질로 부터 에너지를 얻고자 한다. 이에 비해 지방을 에너지 원으로 사용하기 위해서는 탄수화물과 단백질 보다는 상대적으로 많은 시간이 소요되며, 지방은 적은 양으로도 많은 에너지를 낼 수 있기 때문에 소모량은 적고, 그 대신 피하에 쌓이는 양이 많다.
탄수화물을 섭취하여 포도당이 생성되면 혈관 내 그 양을 조절하기 위해 췌장에서 인슐린이 분비되는데, 주로 단맛이 많이 나는 탄수화물 섭취량이 증가하면 인슐린이 과하게 생성되고 포도당을 체지방으로 저장하게 되면서 비만으로 이어지고 체중이 증가하게 된다.
그러나 탄수화물의 섭취를 제한하면 혈중 포도당 농도가 낮아지고, 인슐린의 분비가 줄어드는 동시에 인슐린 저항성이 낮아져 체지방의 축적을 막을 수 있게 된다. 또한 체내에 탄수화물 또는 단백질이 부족하면 지방을 분해해서 에너지원을 얻고자 시도한다. 이 때 지방이 분해되면서 케톤이라는 유기화합물이 나와서 케토시스(Ketosis) 상태에 이른다. 이 원리를 이용하면 체중감량이 이루어지게 된다.

## 역사
농업의 시작 이전에 초기 인간의 식이요법에 대한 상세한 그림은 동시대 수렵-채집민들의 유사성을 통해 확인될 수 있다. 이러한 사회에 대한 어느 조사에 따르면 상대적으로 낮은 탄수화물(총 에너지의 22~40%), 동물성 음식 중심의 식이요법이 생태학적으로 가능한 곳이라면 언제든지, 또 어디에서든지 선호되었으며, 식물 음식이 지배적인 곳에서 탄수화물 소비량은 낮았는데 그 이유는 산채(wild plant)의 경우 현대의 경작물보다 탄수화물의 양이 훨씬 적고 식이 섬유량이 더 높기 때문이다.
농업의 기원은 인간의 음식에서 탄수화물 수치의 상승을 가져왔다.

## 비판

### 수분 관련 체중 감소
저탄수화물 식이요법을 수행한지 처음 1~2주 동안 상당한 체중 감소가 발생하는데 이는 체내에 함유된 수분의 제거로부터 비롯된다. 케톤체생성성 식사는 초기의 일시적인 부작용으로서 탈수를 일으키는 것으로 알려져 있다.